# Acianthera sulphurea
Acianthera sulphurea é uma espécie de orquídea epífita, família Orchidaceae, do Rio de Janeiro, Brasil.
Desde 2012 esta planta  encontra-se classificada na secção Arthrosia de Acianthera. Esta secção caracteriza-se por plantas de flores delicadas, quase translucidas com uma articulação na base do labelo que se encaixa na coluna. Similar à Acianthera montana porém com pétalas maiores e mais arredondadas e labelo de lobos laterais de ápice mais arredondados. Semelhante também à Acianthera gracilis mas com labelo claramente trilobulado, enquanto a A. gracilis tem labelo quase inteiro.

## Publicação e sinônimos
- Acianthera sulphurea (Barb.Rodr.) F.Barros & V.T.Rodrigues, Bradea 14: 23 (2009).

Sinônimos homotípicos:
- Pleurothallis sulphurea Barb.Rodr., Gen. Spec. Orchid. 2: 15 (1881).
- Specklinia sulphurea  (Barb.Rodr.) Luer, Monogr. Syst. Bot. Missouri Bot. Gard. 95: 264 (2004).